# Gryta kyrka
Se också Önsta Gryta kyrka.
Gryta kyrka är en medeltida kyrkobyggnad som är belägen cirka två kilometer nordost om Örsundsbro. Kyrkan ligger i en flack dalgång längs den gamla kungliga Eriksgatan i Lagunda församling i Uppsala stift. Länsväg C 589 leder fram till kyrkan. Cirka 500 meter från kyrkan ligger Salnecke slott.

## Kyrkobyggnaden
Kyrkan är byggd med skalmurar av gråsten och består av långhus med ett runt kor i öster av samma bredd som långhuset. Norr om koret finns en vidbyggd sakristia. Vid långhusets västra kortsida finns en smalare byggnadsdel som utgör nedre delen av ett före detta torn. Vid långhusets sydvästra sida finns ett vidbyggt vapenhus. Ytterväggarna är putsade med spritputs som är bemålad med kalk i ockragult. Alla byggnadsdelar har tak täckta med tjärade träspån. Även fönsterbänkarna är täckta med tjärade spån.

### Tillkomst och ombyggnader
Kristendomen gjorde insteg i bygden redan på 1000-talet, vilket de kristna korsen på runstenarna tyder på. Sannolikt har den äldsta kyrkobyggnaden varit av trä. Hur gammal Gryta kyrka är för närvarande är omöjligt att säga, av de murrester som kan döljas i den nuvarande Gryta kyrkas gråstensväggar, som täcks av ett tjockt putslager.
Kyrkans äldsta del är långhuset som uppfördes på 1100-talet. Någon gång mellan 1250 och 1350 byggdes koret som ersatte ett äldre, smalare, romanskt kor. På 1400-talet tillkom torn, vapenhus och sakristia. Kyrkorummet välvdes med kryssribbvalv i tegel. År 1578 eldhärjades kyrkan efter ett blixtnedslag. Under de närmaste åren genomfördes ett återuppbyggnadsarbete som avslutades år 1581. Sannolikt var det då koret byggdes om och fick sin halvrunda avslutning åt öster med tre fönster. (Norra korfönstret är numera igensatt.) År 1697 togs ett nytt fönster upp i långhuset efter klagomål att kyrkorummet var för mörkt. År 1774 förstärktes koret med järnband och sommaren följande år revs tornets överdel. Taket byggdes om så att hela kyrkan fick ett jämnt sadeltak. År 1776 blev hela kyrkan rappad och vitlimmad, invändigt såväl som utvändigt. År 1791 höggs ett nytt fönster upp i norra väggen och påföljande år vidgades fem fönsteröppningar i kyrkan. Under 1790-talet höggs fönstren upp och gjordes större. Vid en restaurering åren 1929 - 1930 togs kyrkorummets kalkmålningar fram igen.

## Målningarna
Gryta kyrkas målningar är i Långhusets tre valven mycket väl bevarade, i det fjärde valvet - tornvalvet - som är rikt dekorerat och har fragment av fyra scener. Endast två av scenerna har kunnat tolkats. Väggarnas målningar är ju i stort sett borta, bland annat till följd av fönsterupptagningarna.
Målningarna i Gryta kyrka är sannolikt utförda av en lärjunge till Albert Målare (Albertus Pictor). Målningarna är daterade genom en inskrift på södra väggen på konsolen vid de båda främsta valvens anfang: "Anno Domini 1487 die Marie (Marias dag). De tillhör en i Mälardalen under 1400-talets senare hälft vittutbredd skola, vars mest betydande mästare var Albert Målare.

### Främre valvet
Mot öster i valkappan finns till vänster; S:t Gregorius och evangelisten Markus, till höger S:t Ambrosius och evangelisten Matteus. I söder i den övre delen till vänster; S:t Augustinus och evangelisten Johannes och till höger Evas skapelse, i den undre delen längst ner till vänster; en figur som blåser säckpipa, och därovan Abels och Kains offer samt Brodermordet, till höger Moses och den brinnande busken. I väster finns till vänster; Vår Herre förenar Adam och Eva och till höger syndafallet, i de nedre hörnen syns här liksom i de följande valven profeter i halvfigur, som växer fram ur stora blomklockor. Mot norr ser vi till vänster; Utdrivandet ur paradiset och nedanför "när Adam gräver och Eva spann", till höger; S:t Hieronymus och evangelisten Lukas och nedanför den knäböjande kejsaren Augustinus inför Sibyllan, som kungör Kristusbarnets ankomst.

### Mellersta valvet
Mot öster i valvkappan finns; Marie kröning med Kristus med krona och korsglob. I söder finns till vänster; Delila klipper håret av Simson, och i bakgrunden ses Goliat med klubba, till höger Simson dödar lejonet.

## Inredning
- Predikstolen är det äldsta föremålet i kyrkans fasta inredning, som anskaffades år 1697. Den omsorgsfullt och vackert proportionerade pjäsen är sannolikt tillverkad av en snickare på platsen efter modell av någon grannkyrkas predikstol, ty själva typen och ornamentets degigt mjuka karaktär var modernt vid 1600-talets mitt.
- Tre ljusstakar av malm är troligen från 1400-talet och är av svensk eller nordtysk tillverkning.
- Nuvarande orgel tillkom år 1971 och har en orgelfasad från år 1838. Vid installationen togs orgelläktaren bort och orgeln ställdes på golvet.
- Nära ingången och orgeln finns en dopplats med dopställ och ljusbärare. Dopstället tillverkades i början av 1700-talet och har ett spiralvridet skaft och en sexkantig skål. Bemålningen är en porfyrimitation utförd år 1803 av Carl Berg.
- Nuvarande altartavla i rokoko är utförd av bildhuggaren Olof Gerdman och inköpt år 1752.

## Omgivning

### Klockstapeln och kyrkklockorna
På en höjd drygt hundra meter norr om kyrkan står en klockstapel som troligen är byggd år 1752. Den brädklädda tjärade stapelns nederdel har snedställda väggar med tjärad panel och kröns av en spånklädd huv med karnisprofil. Ovanpå huven finns en liten lanternin som också kröns av en spånklädd huv med karnisprofil. I stapeln hänger två stycken klockor, storklockan och lillklockan. I de äldsta bevarade kyrkorådsprotokollen (från 1600-talets mitt) talas om reparationer på klockstapeln.

### Kyrkogården
Kyrkogården, som till största delen består av gräsbevuxna ytor, har utvidgats mot norr i flera omgångar. En kallmurad gråstensmur omgärdar kyrkogården och vid murens insida finns rader av lövträd.

### Spenska gravkoret
Intill kyrkan i kyrkogårdens sydöstra hörn står det Spenska gravkoret från 1802 som är byggd i strikt nyklassicistisk stil. Ytterväggarna är putsade och målade med kalkfärg i gult.

## Bildgalleri

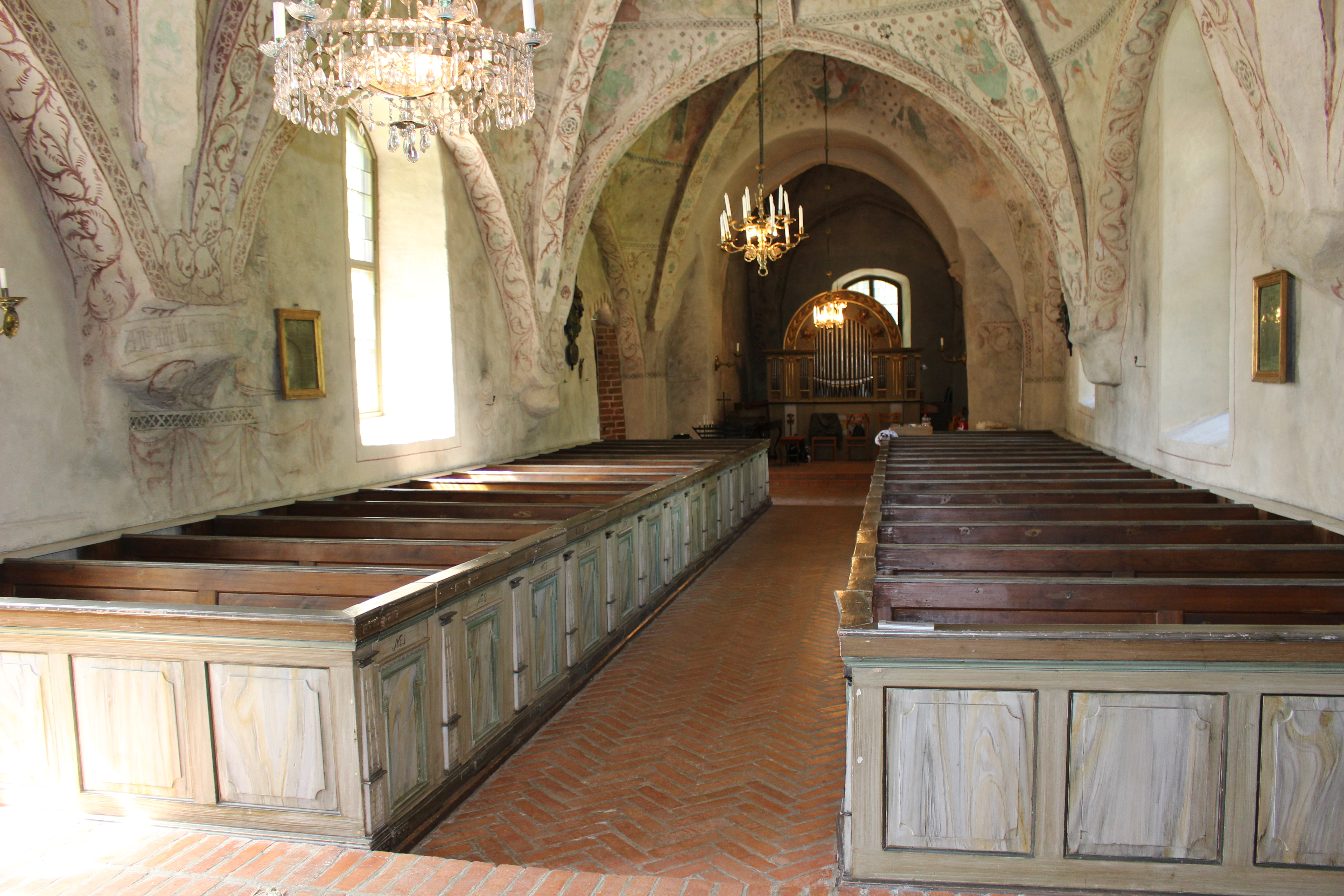
Kyrkorum mot orgel
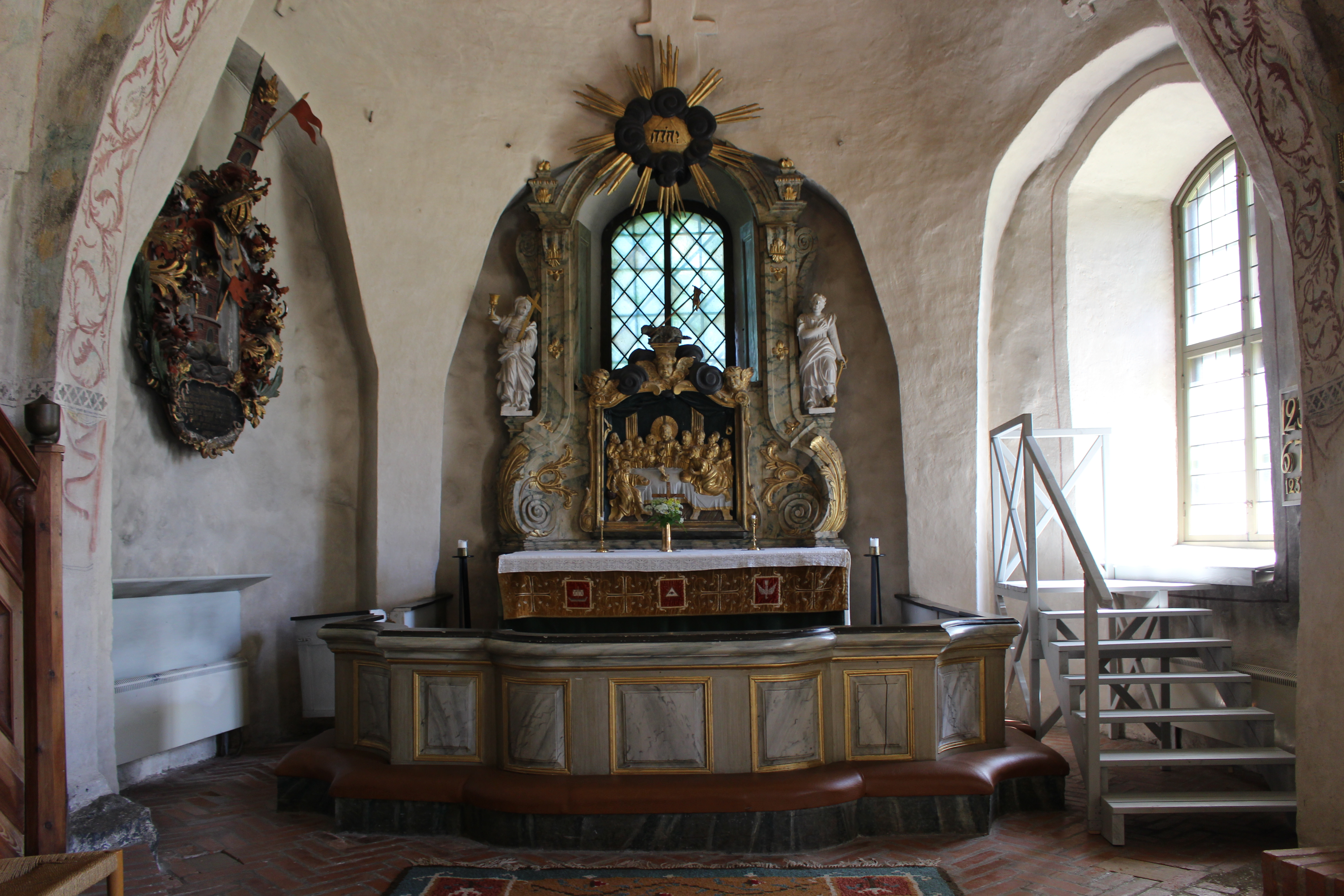
Kor och altare
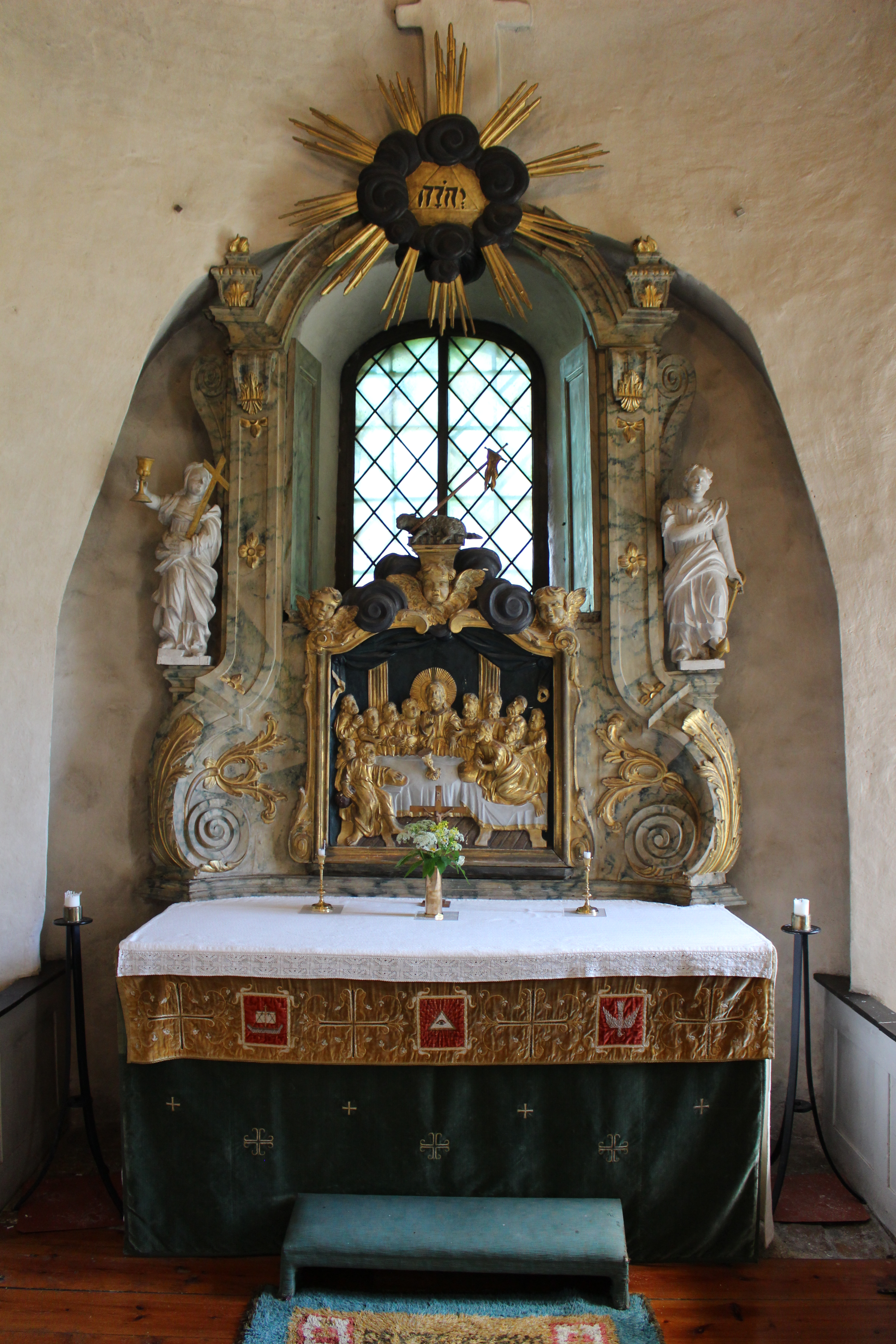
Altaruppsats
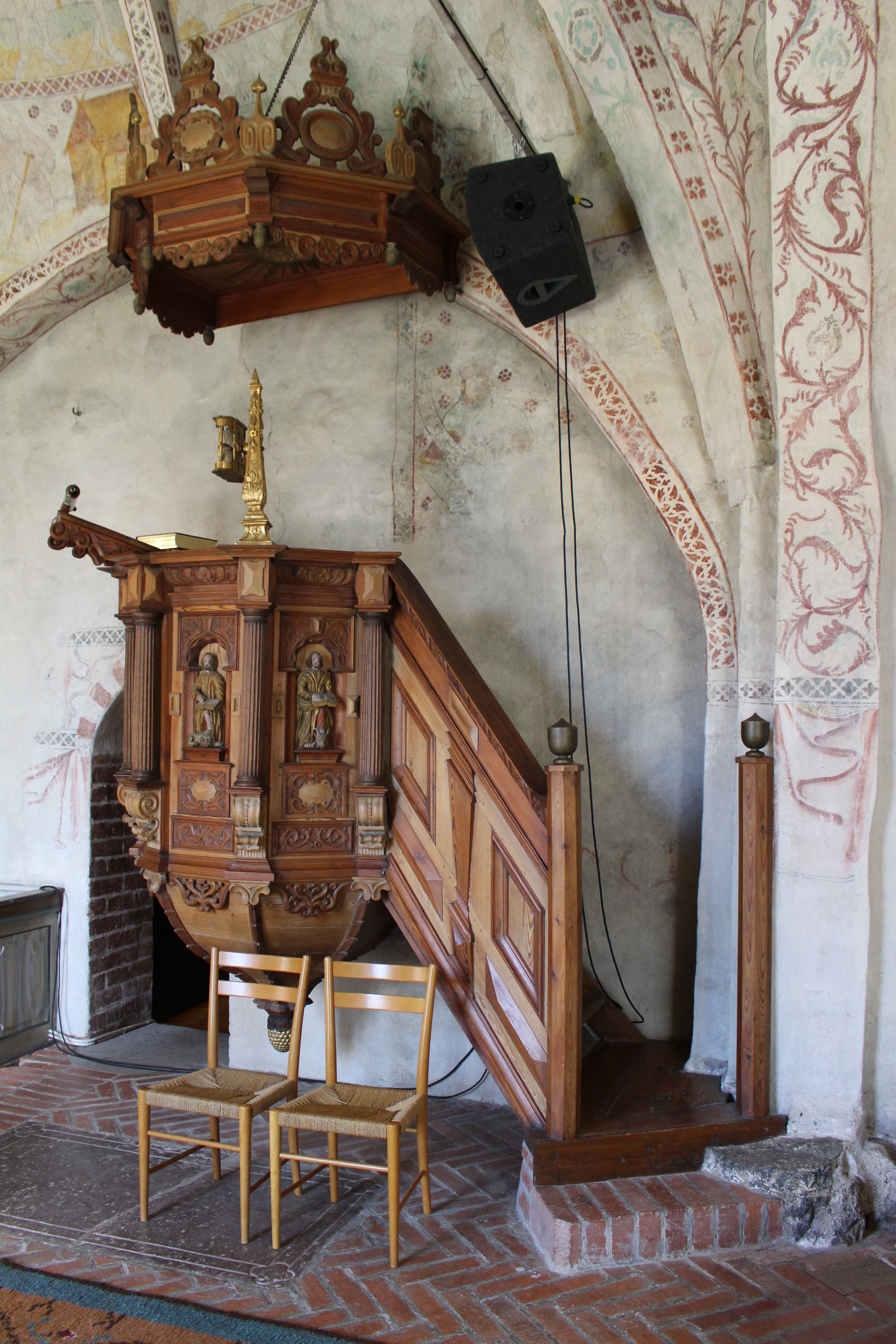
Predikstol
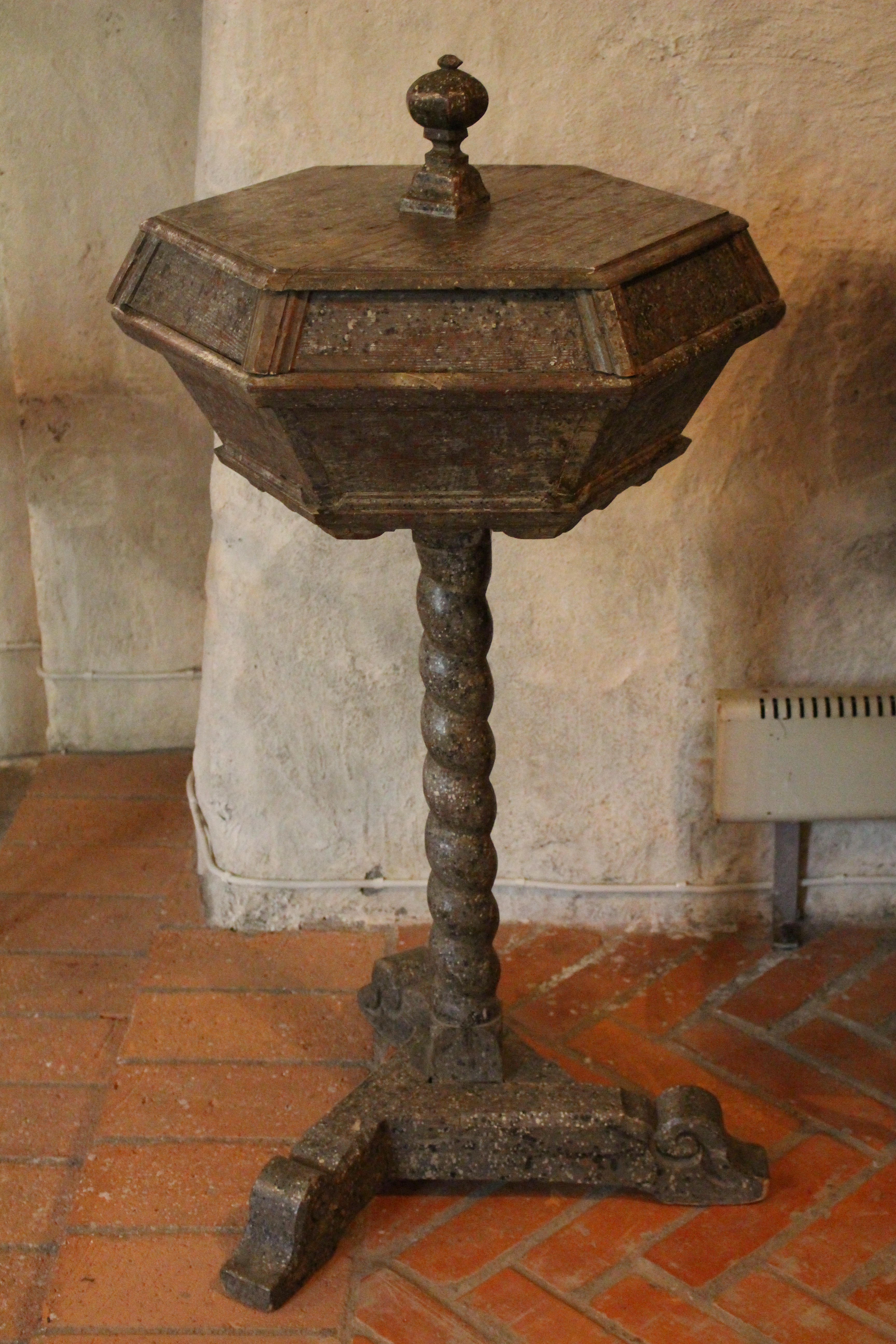
Dopställ
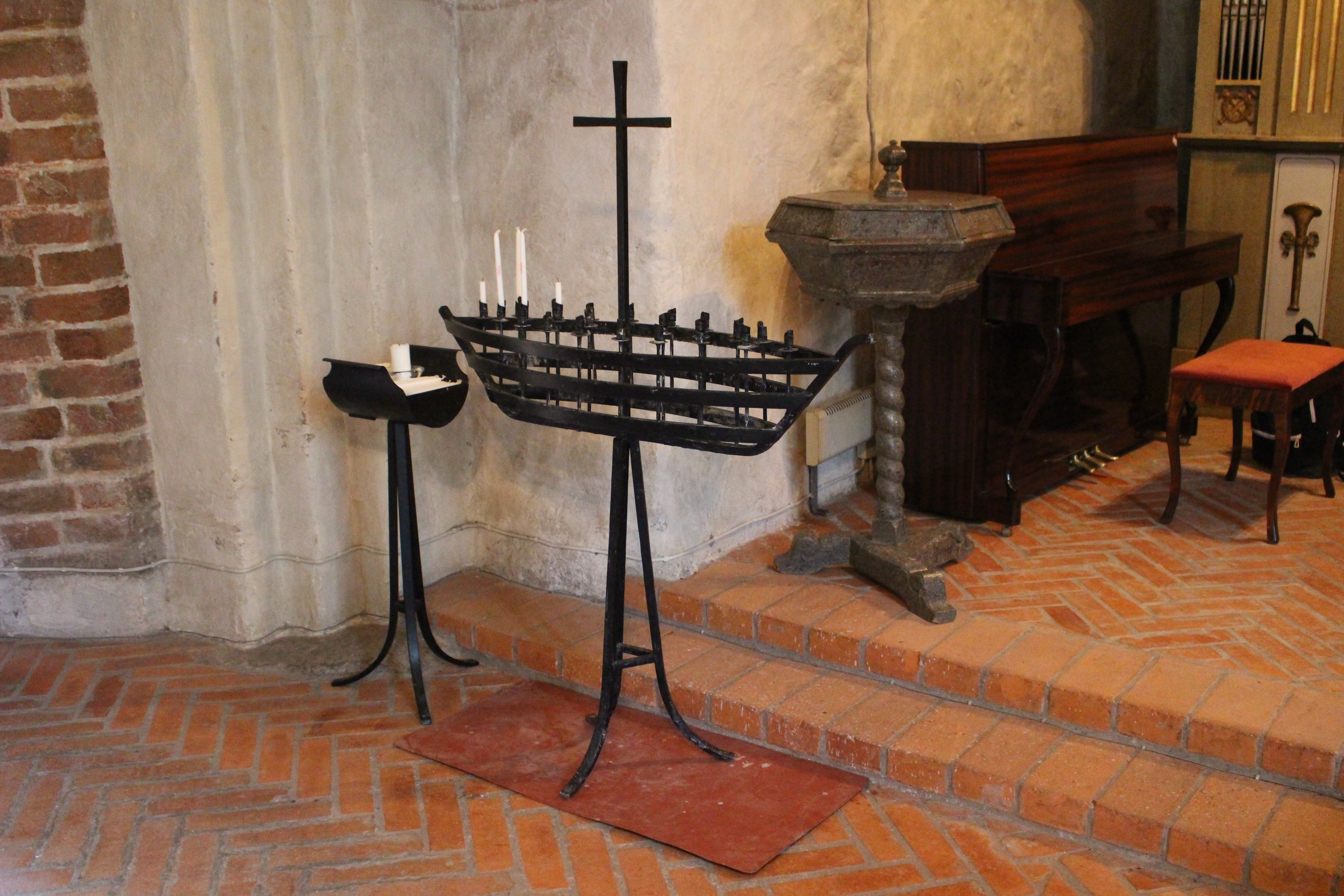
Dopplats med ljusbärare
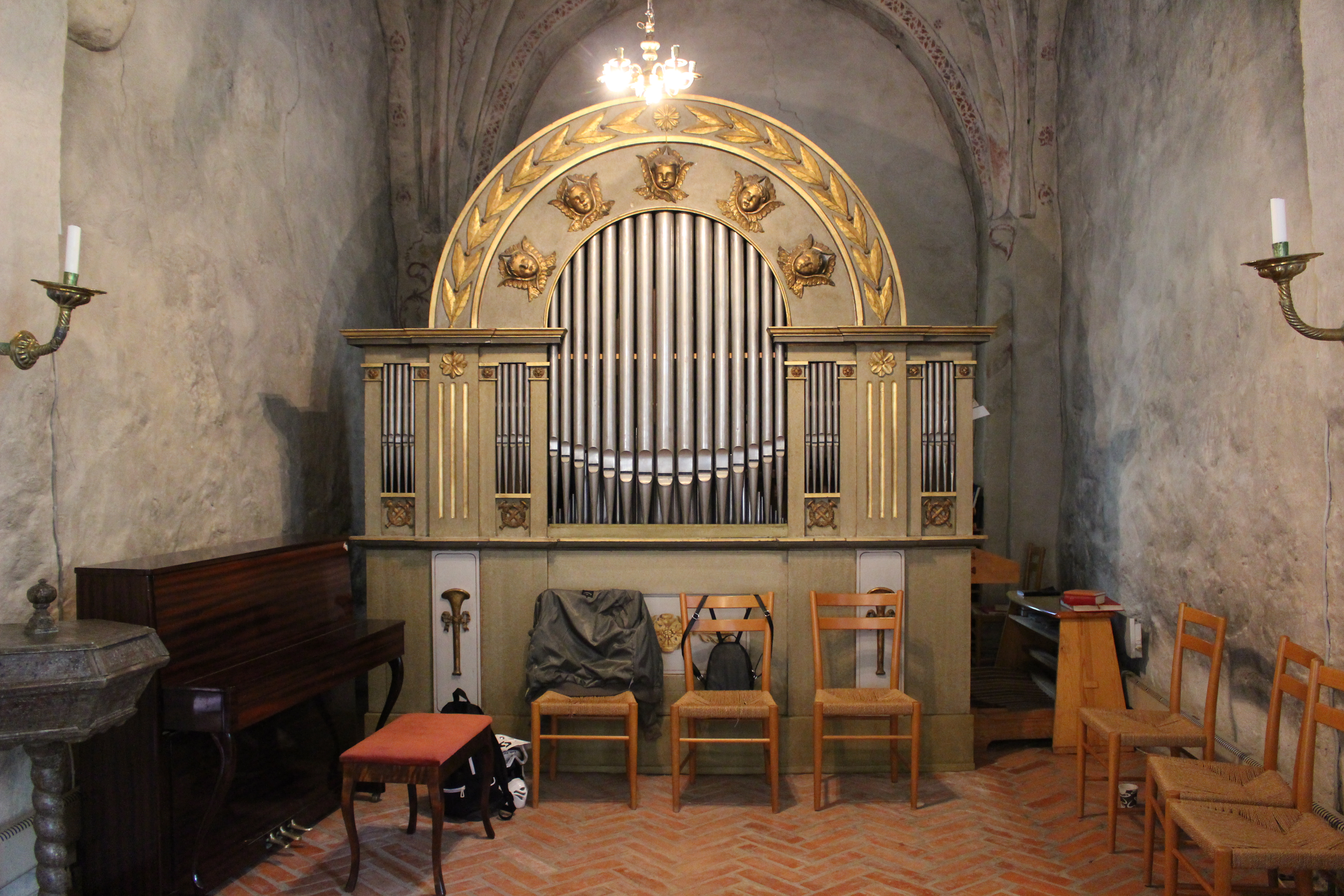
Orgel
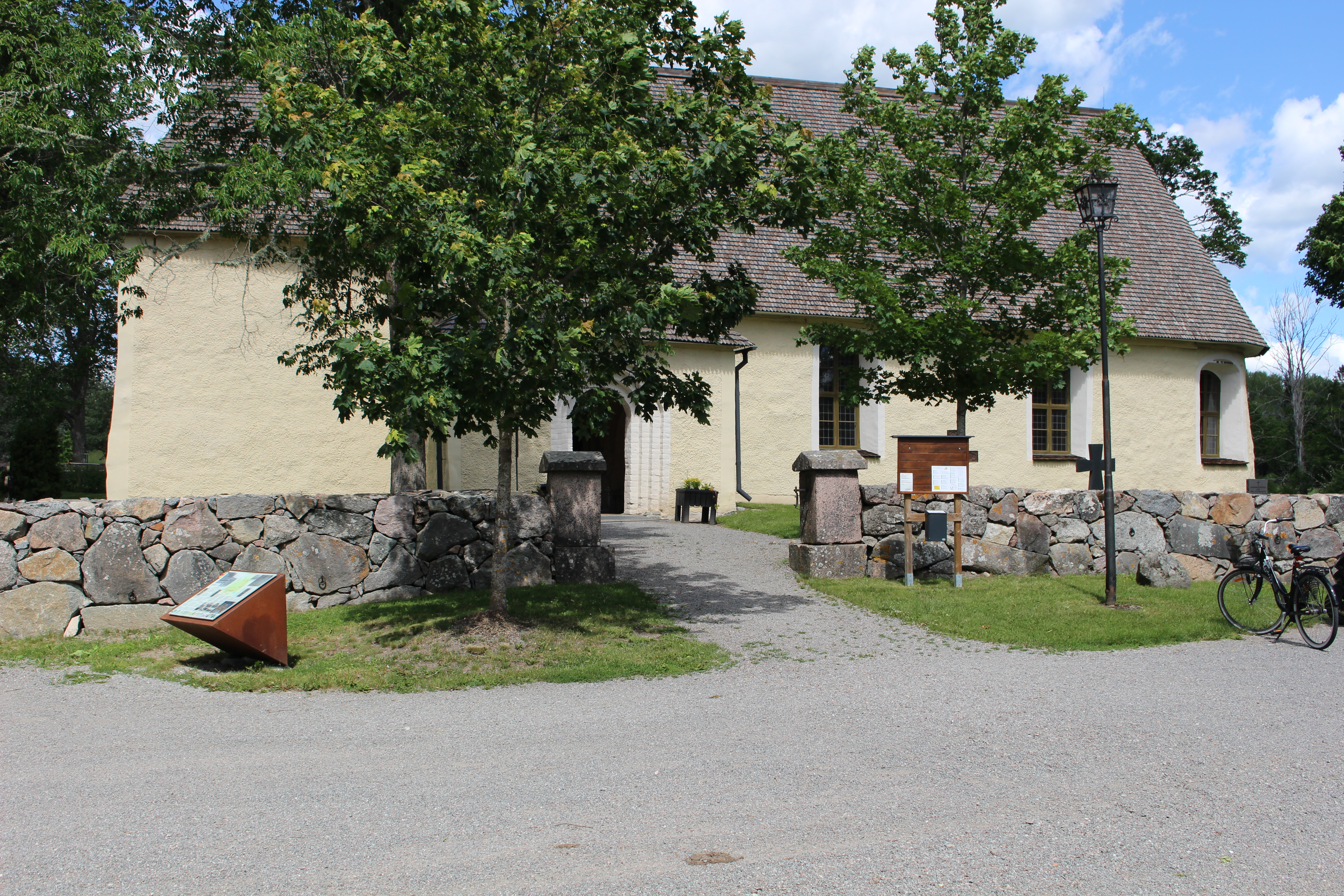
Kyrkan framifrån
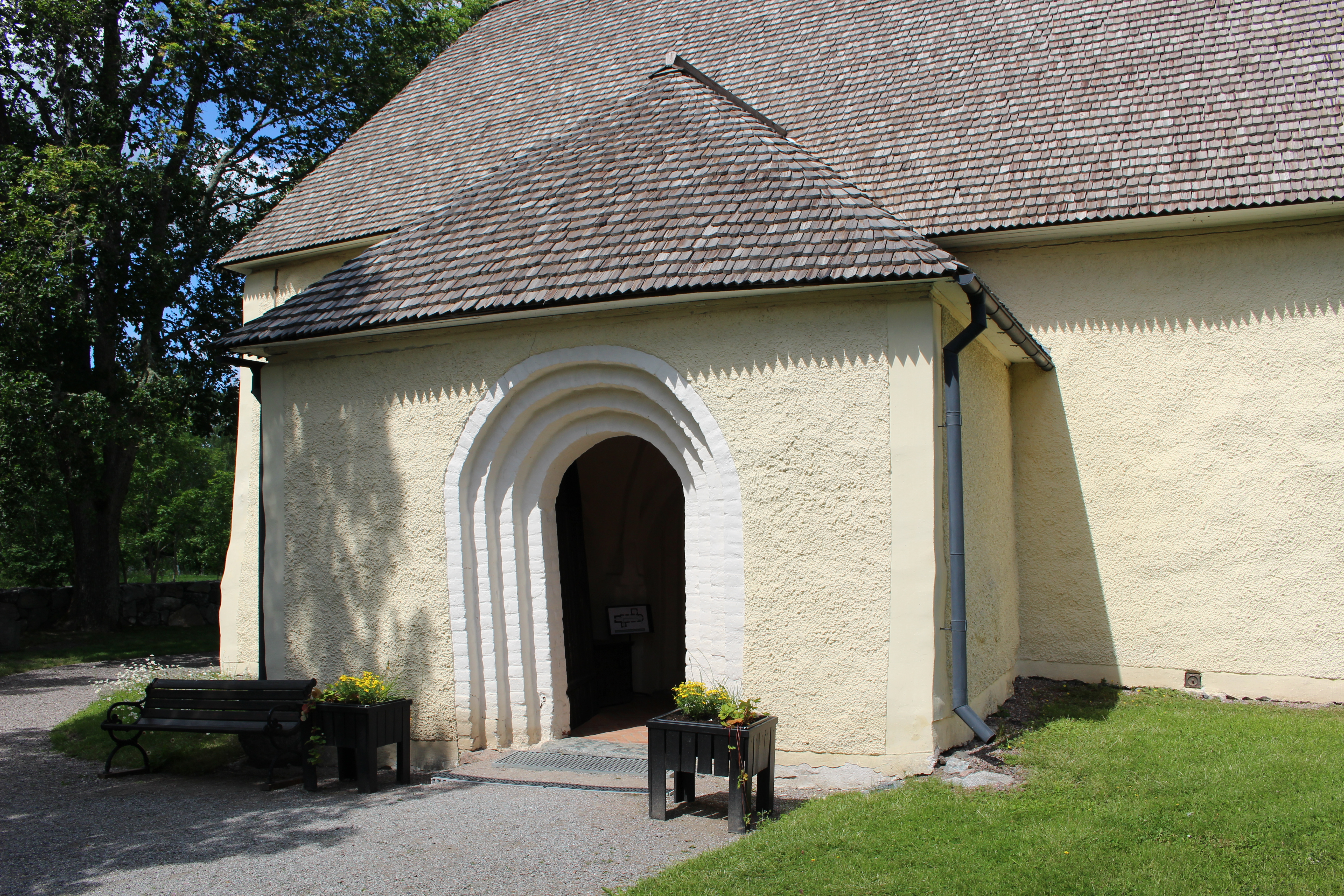
Vapenhuset
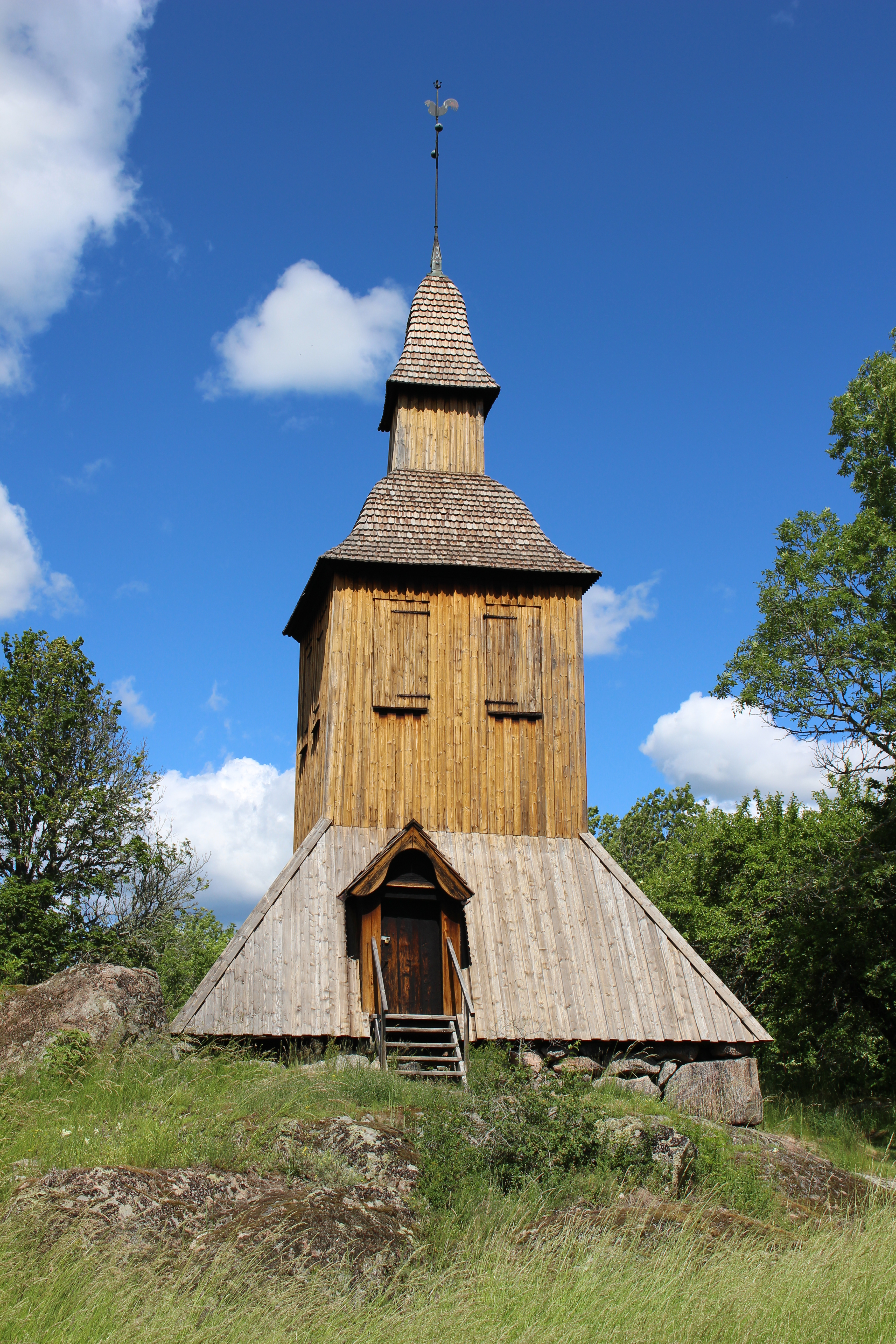
Klockstapel
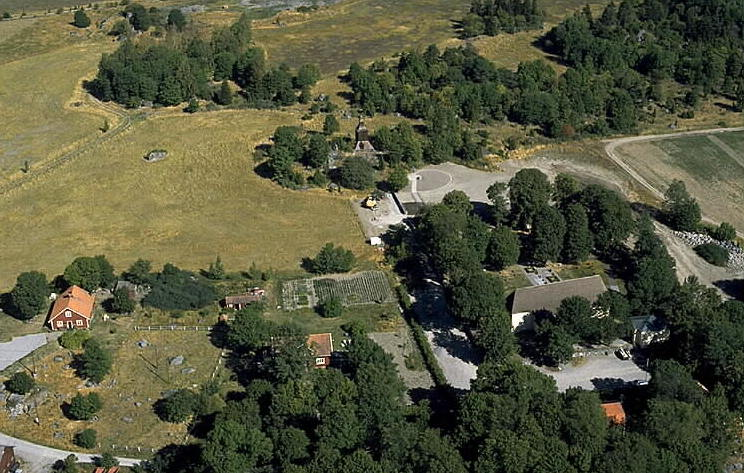
Flygvy kyrkan med omgivning